# 41107 Ropakov
41107 Ropakov è un asteroide della fascia principale. Scoperto nel 1999, presenta un'orbita caratterizzata da un semiasse maggiore pari a 2,4707971 UA e da un'eccentricità di 0,2601534, inclinata di 5,41588° rispetto all'eclittica.